# Brunsvart vårtlav
Brunsvart vårtlav (Verrucaria nigrescens) är en lavart som beskrevs av Pers. Brunsvart vårtlav ingår i släktet Verrucaria och familjen Verrucariaceae.  Arten är reproducerande i Sverige. Inga underarter finns listade i Catalogue of Life.

## Källor

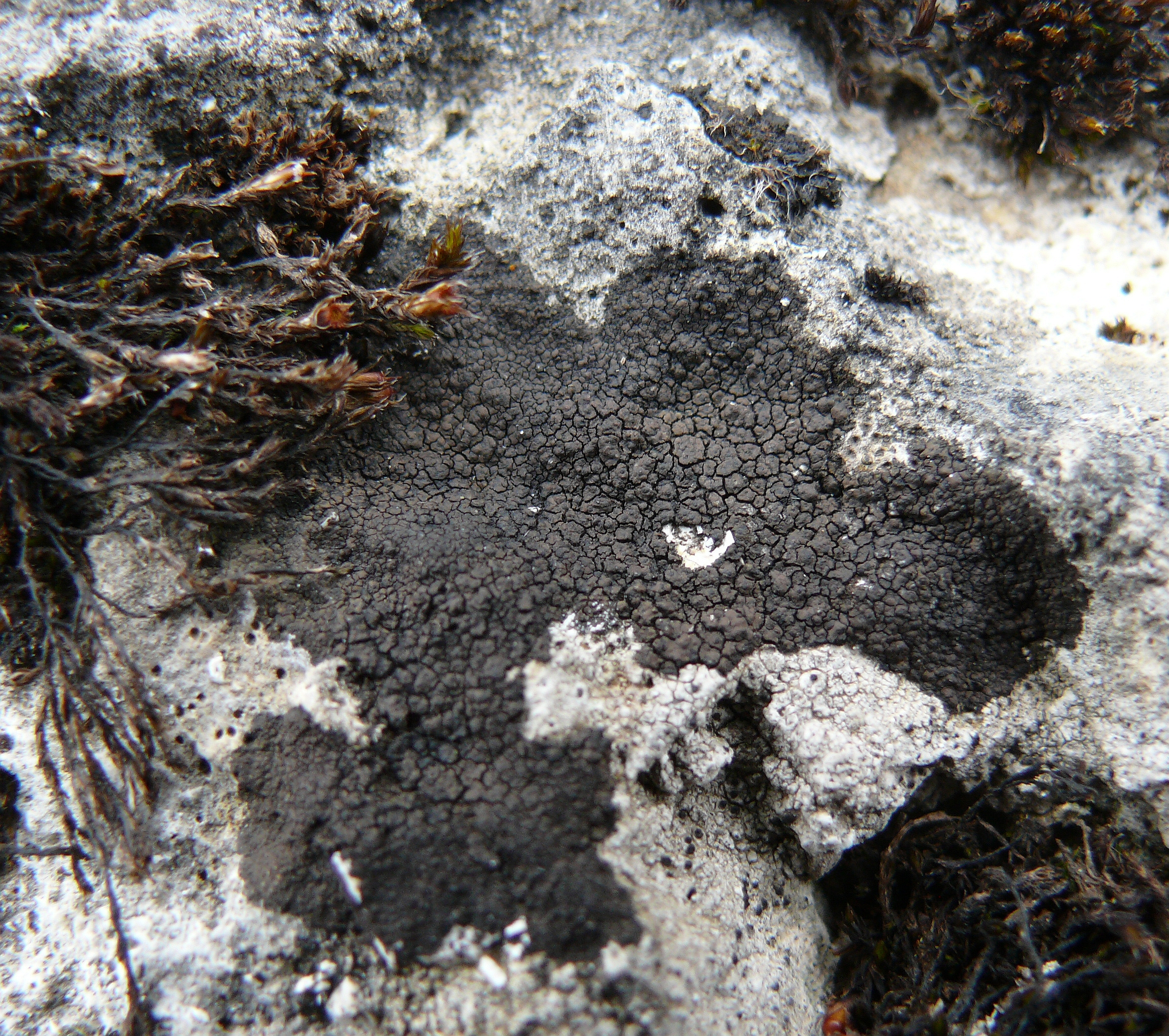
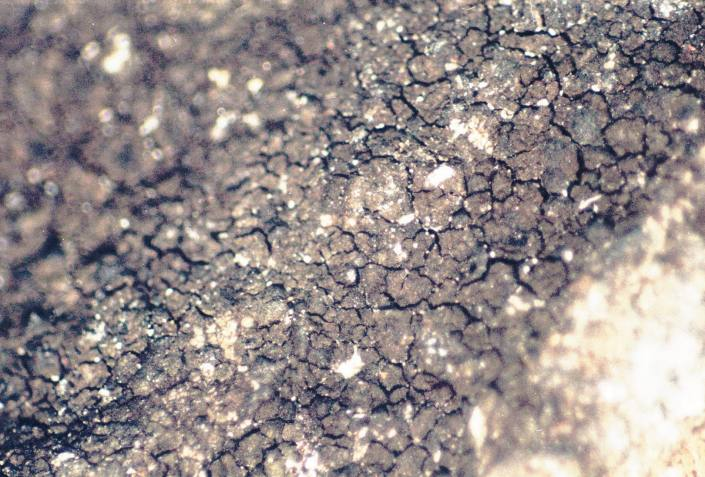
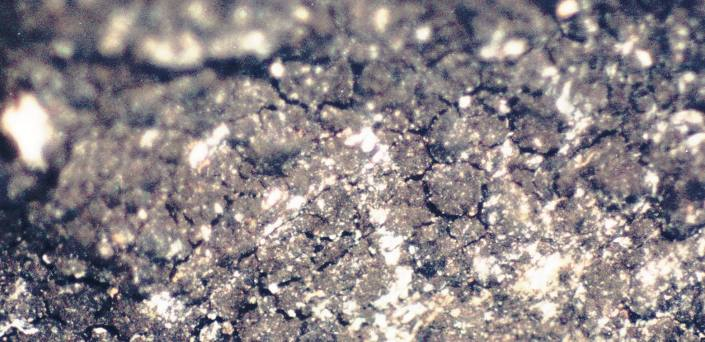
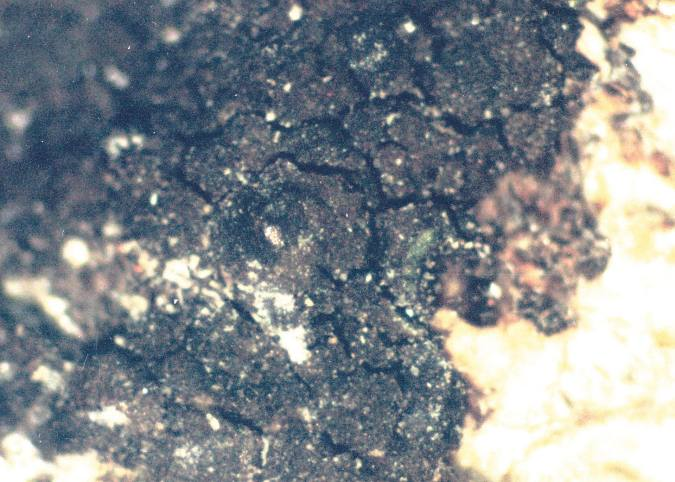
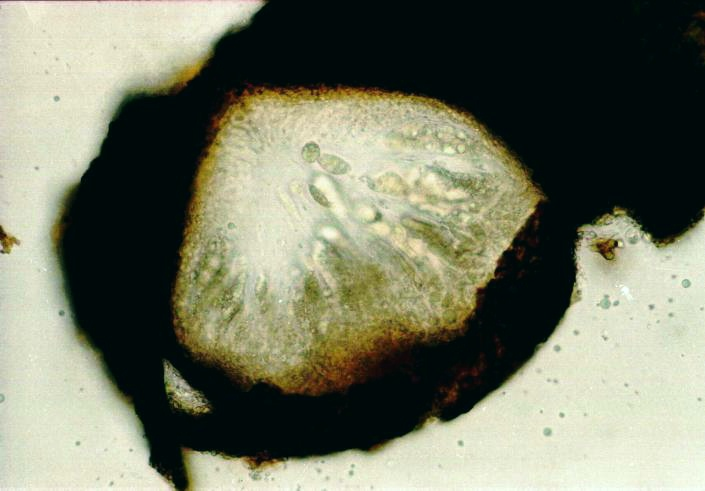
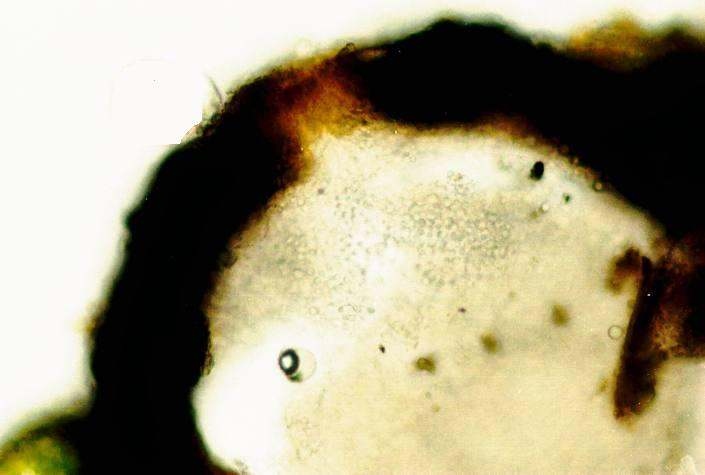
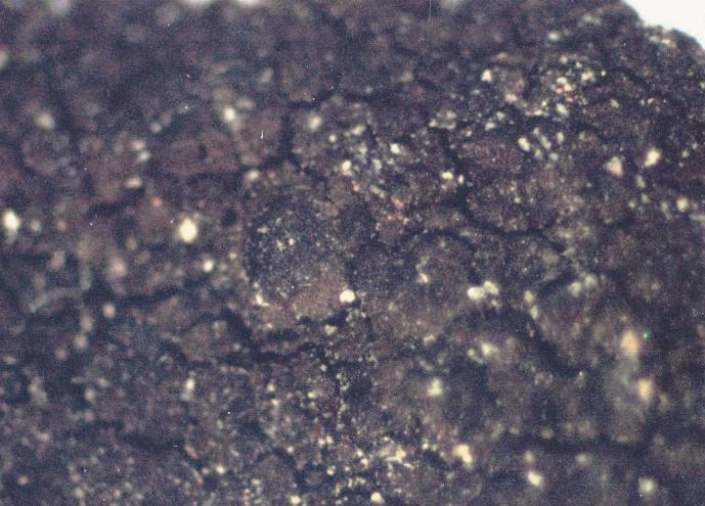